# Haus Steinerstraße 28

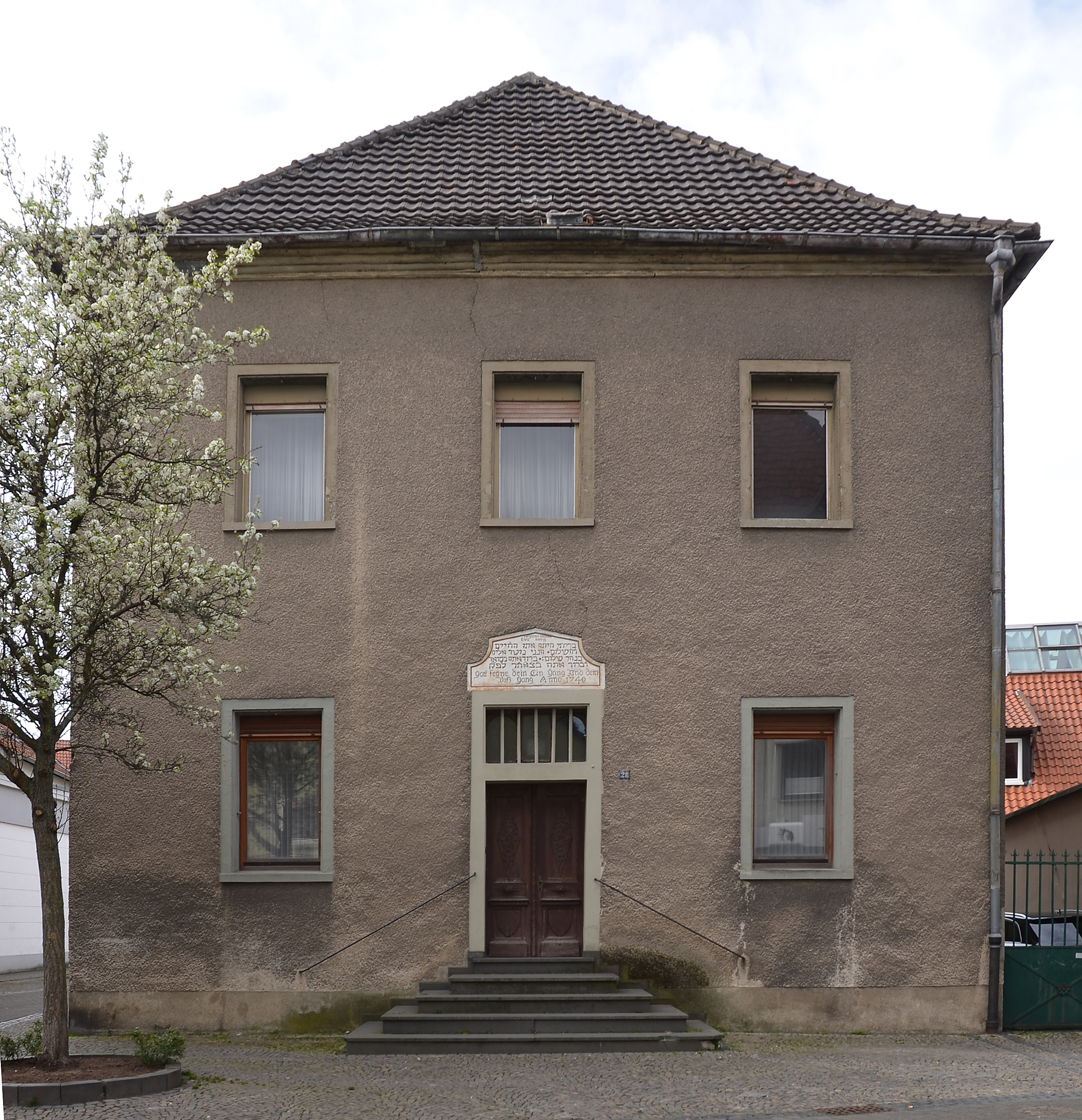
Denkmalgeschütztes Haus in der Steinerstraße 28

Das Haus Steinerstraße 28 (auch Haus Rinsche) ist ein denkmalgeschütztes Gebäude in Werl im Kreis Soest (Nordrhein-Westfalen).

## Geschichte
Die heutigen Grundmauern des Hauses Rinsche stammen aus den 1640er Jahren. Schon seit den 1690er Jahren befand sich in der heutigen Steinerstraße 28 ein jüdischer Betsaal, das Gebäude wurde seit dem 17. Jahrhundert von Juden bewohnt. Es war wohl bereits seit 1679 im Besitz des Werler Juden Nathan Herzog, der es 1716 seinem Sohn Heyman(n) Nathan vererbte. 1737 brannte das Gebäude bei einem Stadtbrand ab, dabei gingen auch diverse Geleitbriefe vom Vorsteher der westfälischen Judenschaft verloren, im Haus soll sich zu der Zeit auch das Zentralarchiv befunden haben.
Das Gebäude wurde 1740 in seiner heutigen Form wieder aufgebaut, die Inschrift auf dem neuen Gebäude verweist auf die Eigentümerin Eva Hertz, verheiratet mit Hertz Lehmann; ihr zweiter Ehemann Heyman Nathan wurde nachträglich auf die Inschrift hinzugefügt. Danach ging das Gebäude an Lehmann Hertz, wohl einen Sohn aus erster Ehe, dem Vorsteher der Werler Judenschaft. Über dessen Frau erbte der Obervorsteher in Westfalen Levi Lazar(us) Hellwitz († 1860) das Bethaus. Als weiterer Eigentümer ist der Kreistierarzt Wulf belegt. Im 19. Jahrhundert kaufte es die christliche Familie Rinsche, deren Namen es seitdem trägt. Diese betrieb dort einen Kohlen-, später Heizölhandel. In den 1990ern kaufte der Immobilienunternehmer Meermann das seitdem leer stehende Gebäude, nach seinem Tod wurde es 2024 von seinen Nachfahren verkauft. Käufer ist der Geschäftsführer einer lokalen Hausverwaltung.

### Ausstattung
In diesem Wohnhaus befand sich bis zur Errichtung der Werler Synagoge im Jahr 1811 ein Betraum für die jüdischen Bürger der Stadt.
Der verputzte, zum Teil unterkellerte Bruchsteinbau wurde auf einem nahezu quadratischen Grundriss errichtet. Das Gebäude hat 10 Zimmer, die Wohnfläche beträgt 229 Quadratmeter. Die barocke Treppe im Innenraum stammt noch aus der Bauzeit des Gebäudes und ist typisch für großbürgerliche Wirtschaftshäuser des frühen 18. Jahrhunderts, die Eingangstür mit Schnitzwerk ist aus dem frühen 19. Jahrhundert. Die Inschrift überstand die Zeit des Nationalsozialismus, wohl weil sie von Putz verdeckt war. 1960 wurde das Gebäude saniert und um einen rückseitigen Anbau ergänzt. Ein 1947 noch vorhandenes Spitzdach mit Kornaufzug wurde durch ein flaches Walmdach ersetzt.

### Inschrift

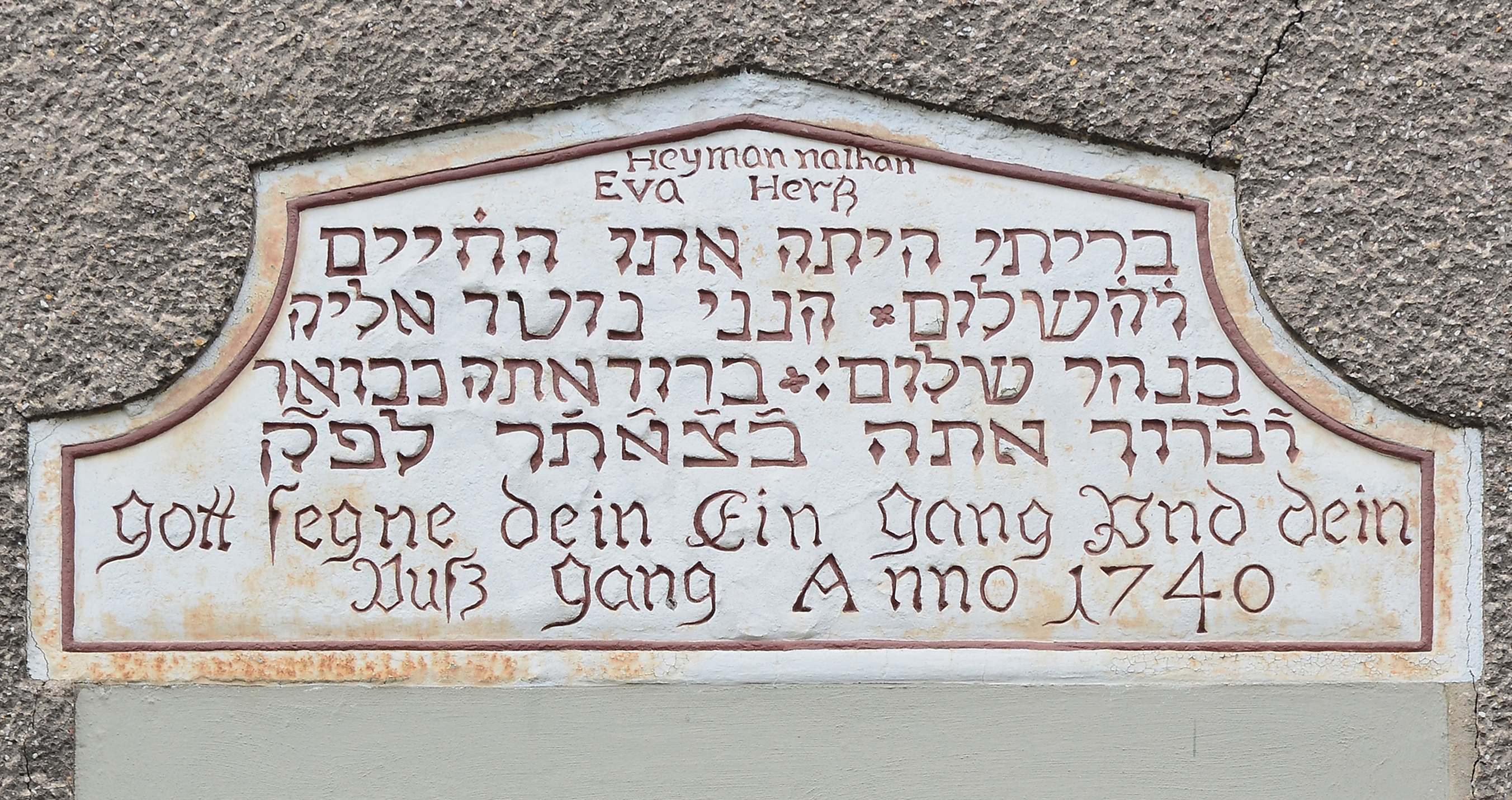
Inschrift über dem Eingang des ehemaligen jüdischen Betraums

Über der Tür befindet sich die deutsche und hebräische Inschrift mit dem Baujahr 1740.
Teil der hebräischen Inschrift ergibt ein Chronogramm mit dem jüdischen Jahr 5500 (1740).